# 8116 Jeanperrin
8116 Jeanperrin este un asteroid din centura principală, descoperit pe 17 aprilie 1996, de Eric Elst.